# Kurt Svensson
För andra betydelser, se Kurt Svensson (olika betydelser).
Kurt Allan "Skeppshult" Svensson, född 15 april 1927 i Villstads församling i Jönköpings län, död 11 juli 2016 i Träslövs distrikt i Hallands län, var en svensk fotbollsspelare (högerinner), allsvensk spelare i IS Halmia 1945–1950 och flerfaldig presslandslagsman.
Svensson var uttagen som reserv till den svenska truppen till VM 1950, dock utan att få spela. Svensson kallades allmänt "Skeppshult" efter sin småländska födelseort.

## Fotbollskarriär
Kurt Svensson deltog i det presslag som inför VM i Brasilien 1950 besegrade Sveriges landslag med 3–1 i en match där han bildade innertrio tillsammans med Hasse Jeppson och Lennart "Nacka" Skoglund. Svenssons insatser i segermatchen ledde till att han togs ut till Sveriges VM-trupp som reserv.
Svensson spelade under åren 1945–1953 totalt 240 matcher för IS Halmia. I en omröstning utförd av IS Halmias supporterklubb utsågs han till föreningens genom tiderna främste högerinner. 
Svensson spelade efter tiden i Halmia för Varbergs GIF. Därpå, med start 1959 och två år framåt, anlitades han av den i Varberg lokala idrottsklubben Grimetons IK som spelande tränare. Här satte han avtryck och var en bidragande orsak till att laget började spela en målrik fotboll som gav föreningen de dittills bästa säsongerna.

## Spelstil
Svensson besatte en god teknik och genombrottskraft och var dessutom en bra skytt.

### Webbkällor
- Svensson på Transfermarkt